# Isola di Brema
L'isola di Brema (in tedesco Bremeninsel), nota anche come isola di Zeta, è un'isola disabitata di 1 km2, fa parte delle Isole Melchior nell'Oceano Antartico lungo la costa occidentale della penisola antartica.
Un canale lungo 1 km separa l'isola di Omega e l'isola di Brema. L'esistenza del canale è stata scoperta durante un'escursione il 2 febbraio 2003 dalla nave da crociera tedesca MS Bremen, che prende il nome dalla città tedesca di Brema. Il nome "Isola di Brema" è stato proposto da Bärbel Krämer di Hapag-Lloyd.